# Ормасабаль, Франсиско
Франсиско Ормаса́баль Кастильо (исп. Francisco Hormazábal Castillo; 4 июля 1920, Антофагаста — 13 января 1990, Сантьяго) — чилийский футболист, защитник и полузащитник. После завершения игровой карьеры долгое время работал тренером в Чили и Колумбии.

## Карьера
Франсиско Ормасабаль начал играть в футбол в команде школы 57 имени Сан-Эухенио. Оттуда он перешёл в молодёжный составе клуба «Коло-Коло». В 1940 году Франсиско был арендован «Универсидад Католика», где сыграл одну встречу против «Магальянеса». На следующий год футболист возвратился в «Коло-Коло», с которой выиграл чемпионат страны. В 1944 году клуб повторил это достижение, а сам Ормасабаль был одним из лидеров команды. В следующем году клуб занял первое место в Апертуре чемпионата, однако по итогам сезона оказался на предпоследнем месте. Причиной этого была череда травм, обрушившаяся на команду, включая повреждение, полученное Франсиско. В 1947 году Ормасабаль в третий раз стал чемпионом страны, а спустя два года завершил карьеру.
Завершив карьеру, Ормасабаль стал тренером в «Коло-Коло», заменив на этом посту Энрике Сорреля. Клуб под его руководством провёл 25 матчей. Годом позже Франсиско возглавил клуб «Фиап» из Томе. В 1952 году Ормасабаль стал главным тренером «Палестино», где в первый год даже выходил на поле в качестве футболиста. Он смог вывести клуб из второго дивизиона чемпионата в Примеру с первого места. В 1954 году Франсиско стал первым тренером новообразованного клуба «О’Хиггинс Браден» и занял первое место во втором чилийском дивизионе. Годом позже «Браден» объединился с другой командой из Ранкагуа, «Америкой», и так появился новый клуб, «О’Хиггинс». Его возглавил Ормасабаль. Затем Франсиско работал с клубами «Сан-Фернандо», «Унион Эспаньола» и «Ферробадминтон».
В 1962 году Ормасабаль вошёл в состав штаба сборной Чили. В 1963 году он стал главным тренером команды. 24 июля сборная под его руководством провела первый матч на Кубок Хуана Пинто Дурана, в котором сыграла нулевую ничью с Уругваем. В 1965 году Чили, под руководством Ормасабаля, завоевала Кубок Пасифико, затем поделила победу в Кубке Хуана Пинто Дурана. В том же году команда участвовала в квалификации чемпионата мира. В ней команда поделила первое место в группе, поделив его с Эквадором, при этом в последней игре победив его со счётом 3:1. Был назначен дополнительный решающий матч, но в нём чилийцев возглавлял уже другой тренер. В тот же период он работал и на клубом уровне, возглавлял «Сантьяго Морнинг» и «Грин Кросс», выведя клуб в высший дивизион.
В 1966 году Франсиско уехал в Колумбию, возглавив клуб «Индепендьенте Медельин». Годом позже команда впервые участвовала в Кубке Либертадорес, где заняла предпоследнее место. В 1970 году Ормасабаль о второй раз стал главным тренером сборной Чили. Команда под его руководством провела два матча, в обоих проиграв Бразилии. Всего национальная команда с Ормасабалем во главе сыграла 15 игр, выиграв в четырёх, шесть сведя вничью и пять проиграв. В том же году он стал главным тренером «Коло-Коло» и привёл клуб к выигрышу чемпионата страны. В феврале 1972 года он был уволен. В том же году он возглавлял «Сантьяго Уондерерс». Затем чилиец опять уехал в Колумбию, где тренировал «Индепендьенте Медельин», «Депортиво Перейра», «Индепендьенте Санта-Фе» и «Унион Магдалена». С «Санта-Фе» он стал чемпионом Колумбии. Затем Ормасабаль возвратился на родину, где поработал с «Уачипато», который вывел в Сегунду, и «Аудакс Итальяно».

## Международная статистика
| Матчи Франсиско Ормасабаля за сборную Чили | Матчи Франсиско Ормасабаля за сборную Чили | Матчи Франсиско Ормасабаля за сборную Чили | Матчи Франсиско Ормасабаля за сборную Чили | Матчи Франсиско Ормасабаля за сборную Чили | Матчи Франсиско Ормасабаля за сборную Чили | Матчи Франсиско Ормасабаля за сборную Чили |
| ------------------------------------------ | ------------------------------------------ | ------------------------------------------ | ------------------------------------------ | ------------------------------------------ | ------------------------------------------ | ------------------------------------------ |
| №                                          | Дата                                       | Место проведения                           | Оппонент                                   | Счёт                                       | Голы                                       | Турнир                                     |
| 1                                          | 14 января 1945                             | Сантьяго                                   | Эквадор                                    | 6:3                                        | 1                                          | Чемпионат Южной Америки                    |
| 2                                          | 11 февраля 1945                            | Сантьяго                                   | Аргентина                                  | 1:1                                        | —                                          | Чемпионат Южной Америки                    |
| 3                                          | 18 февраля 1945                            | Сантьяго                                   | Уругвай                                    | 1:0                                        | —                                          | Чемпионат Южной Америки                    |
| 4                                          | 28 февраля 1945                            | Сантьяго                                   | Бразилия                                   | 0:1                                        | —                                          | Чемпионат Южной Америки                    |

## Достижения

### Как игрок
- Чемпион Чили: 1941, 1944, 1947
- Обладатель Кубка Чили: 1958

### Как тренер
- Обладатель Кубка Пасифико: 1965
- Чемпион Чили: 1970
- Чемпион Колумбии: 1975